# Koherencia (fizika)
A koherencia a fizikában a hullámok olyan tulajdonsága, ami két egymással találkozó hullám közötti viszonyt jellemez. 
Két azonos frekvenciájú hullám akkor mondható koherensnek, ha a találkozásukkor interferenciára képesek, azaz a fáziskülönbségük egy adott helyen időben állandó, vagy nagyon lassan változik. Ha két hullám találkozásánál interferencia nem lép fel, akkor azt mondjuk, hogy a két hullám nem koherens, vagy inkoherens.
A koherencia fogalmát a Young-féle kétréses kísérlet (más néven Young-féle interferenciakísérlet) értelmezése kapcsán vezették be az optikában, de azóta minden olyan területen használják, ahol a jelenség értelmezése hullámtérben történik. A koherenciának fontos szerepe van a gyakorlati alkalmazásokban és tudományos vizsgálatokban egyaránt, pl. az akusztikában, az elektronikában, az interferometriában, vagy tomográfiai módszereknél. 
Ebben az értelemben a koherencia a hullám olyan statisztikai jellemzője, ami megadja a hullámtér hasonlóságát a tér két különböző pontjában vagy két különböző időpontban. 

## Koherens hullámok találkozása
Két hullám találkozásakor az eredő intenzitást – a következő összefüggés szerint – az eredeti intenzitásokon kívül a találkozó hullámok fáziskülönbsége {\displaystyle (\delta )} is meghatározza: 
{\displaystyle J=J_{1}+J_{2}+2{\sqrt {J_{1}J_{2}}}\cos \delta }.
A fenti összefüggésben a {\displaystyle 2{\sqrt {J_{1}J_{2}}}\cos \delta } az un. interferencia, vagy koherenciatag. 
Nem koherens hullámok esetén a koszinuszos tag előjele a kezdőfázisok gyors és rendszertelen változása miatt állandóan változik, a koherenciatag időbeli átlagértéke zérus. Ezért általában, ha két hullám találkozik, akkor az eredő intenzitás az egyes intenzitások összege lesz:
{\displaystyle J=J_{1}+J_{2}}.
Koherens hullámok esetén azonban időben állandó a fáziskülönbség, azaz {\displaystyle \delta } értéke időben nem változik. Az eredő intenzitás akár kisebb, akár nagyobb is lehet, mint az intenzitások összege. Az interferencia révén megvalósuló gyengítést vagy erősítést a két hullám közötti fáziskülönbség határozza meg. 
Azonos fázisban {\displaystyle (\delta =0,2\pi ,...,\cos \delta =1)} találkozó hullámok erősítik egymást, ellenkező fázisban {\displaystyle (\delta =\pi ,3\pi ,...,\cos \delta =-1)} találkozó hullámok gyengítik egymást.

## Koherenciahossz
A koherenciahossz egy adott hullámforrásból származó hullám koherens tulajdonságának jellemzésére szolgáló mennyiség. Egy forrásból érkező hullámot kettéosztva, majd a különböző utak megtétele után újra egyesítve az interferencia eredménye az útkülönbségtől függ. Annak növelésével a megfigyelhető interferencia mértéke egyre csökken. 
Koherens fényhullámok esetén egy fényforrásból induló hullámot féligáteresztő tükörrel kettéosztva, majd a nyalábot egy ernyőn újra egyesítve világos, sötét területeket figyelhetünk meg. A két nyalábkomponens által megtett utak különbségét növelve az interferenciamintázat egyre inkább elmosódik. Amint az útkülönbség egy az adott fényhullámra jellemző értéket meghalad, az ernyőn homogén megvilágítást észlelhetünk. Ez a kritikus útkülönbség az adott fényre jellemző koherenciahossz. A közönséges fényforrások koherenciahossza a {\displaystyle \mu {\mbox{m-mm}}} közötti. A lézerek esetén a több km-t is elérheti.
A víz-, a hang- és a rádióhullámok esetén két egyforma hullámforrással létrehozható interferencia. Két közönséges fényforrás hullámai, vagy akár egy adott fényforrás két különböző helyéről induló fényhullámok találkozásakor azonban nem figyelhető meg interferencia. Ennek az az oka, hogy az egyes elemi fénykibocsátási folyamatok egymástól függetlenek és nagyon rövid időtartamúak {\displaystyle (\Delta t<10^{-14}{\mbox{s}})}. Azaz a fény egy véges hosszúságú hullámvonulat, aminek a hosszúsága a koherenciahossz. A fény terjedési sebességét {\displaystyle (c)} figyelembe véve: {\displaystyle l\approx c\cdot \Delta t}. A koherenciahossznál nagyobb útkülönbséggel találkozó hullámvonulatok nem is találkoznak, így nem jön létre az interferencia.
A koherenciahossz {\displaystyle (l)} annál nagyobb, minél monokromatikusabb a fényforrás fénye, azaz minél kisebb a közepes hullámhossz {\displaystyle (\lambda _{0})} körüli hullámsáv szélessége {\displaystyle (2\Delta \lambda )}:
{\displaystyle l\approx {\frac {\lambda _{0}^{2}}{\Delta \lambda }}}.
Ezek alapján érthető, hogy a széles hullámhossztartományban világító fényforrások fényéhez sokkal nagyobb koherenciahossz tartozik, mint a jellemzően nagyon monokromatikus lézerfényhez.

## Térbeli versus időbeli koherencia
A koherens tulajdonságot két különböző aspektusból lehet jellemezni, térbeli és időbeli koherenciáról lehet beszélni. 

### Térbeli koherencia
A térbeli koherencia azt jelenti, hogy a fénynyaláb keresztmetszetén különböző pontokban véve az elektromos tér fázisát, a különbség időátlagban állandó. Ez erős korrelációt jelent a különböző térbeli pontokban a hullám fázisára nézve, még akkor is, ha a nyaláb időbeli szerkezete bonyolultabb, mert pl. több frekvenciakomponenst is tartalmaz. A jó térbeli koherencia a lézernyalábok jó irányíthatóságának a feltétele.
Az ábrák különböző hullámok esetén mutatnak példát a térbeli koherenciára.
Az 1. ábrán látható monokromatikus síkhullám  koherenciahossza {\displaystyle (L_{c})} végtelen, hiszen a terjedés irányában lévő (akár a végtelenben) bármely két pont között a fáziskülönbség időátlagban állandó. Az ábra alapján értelmezhető a koherenciaterület {\displaystyle (A_{c})} is. 
A 2. ábrán bár változó hullámfrontú hullám pillanatképe látható, a koherenciahossz szintén végtelen. A hullámfrontok ugyan nem egy síkfelületet alkotnak, de egymással párhuzamosak. 
A 3. ábra egy véges koherenciahosszúságú hullám pillanatképét mutatja. A hullámfrontok nem párhuzamosak egymással. A koherenciahossz véges
A 4. ábra az előbbi hullám elhajlását mutatja egy a hullámhossznál kisebb méretű apertúrán. A nyílásból induló gömbhullámok hullámfrontja a nyílástól távolodva egyre nagyobb görbületi sugarú gömbfelület, végtelen távolban síknak tekinthetők. Az elhajlás után a koherenciahossz változatlan marad, de az eredetileg véges koherenciaterület végtelen lesz. 

Példák a térbeli koherenciára
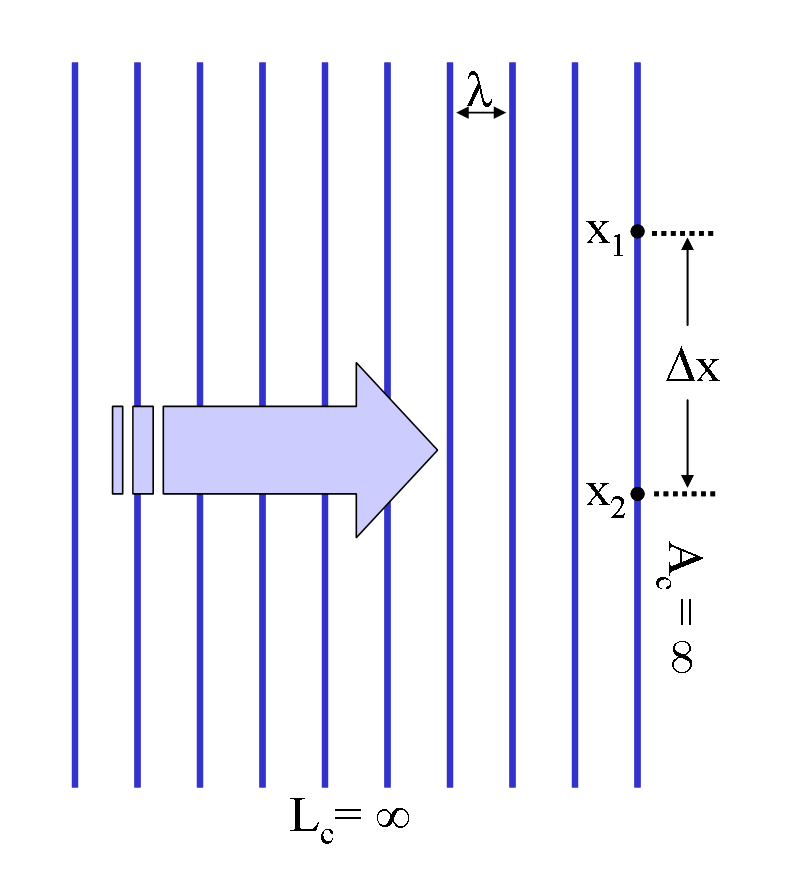
1. ábra. Síkhullám koherenciahossza végtelen.
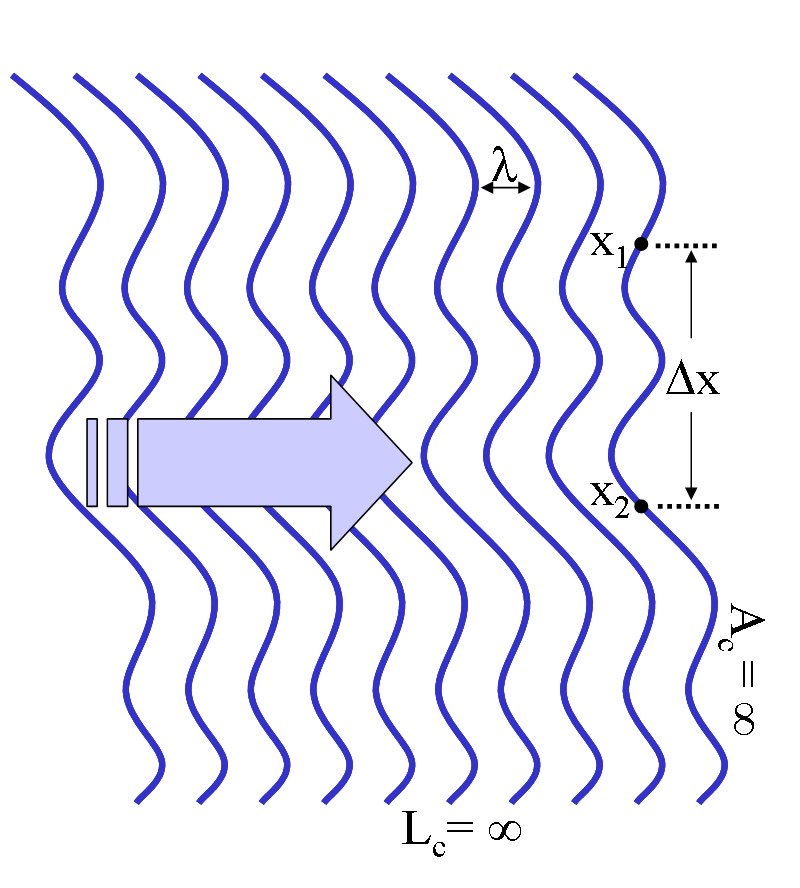
2. ábra. Egy végtelen koherenciahosszúsággal jellemezhető, változó hullámfrontú hullám.
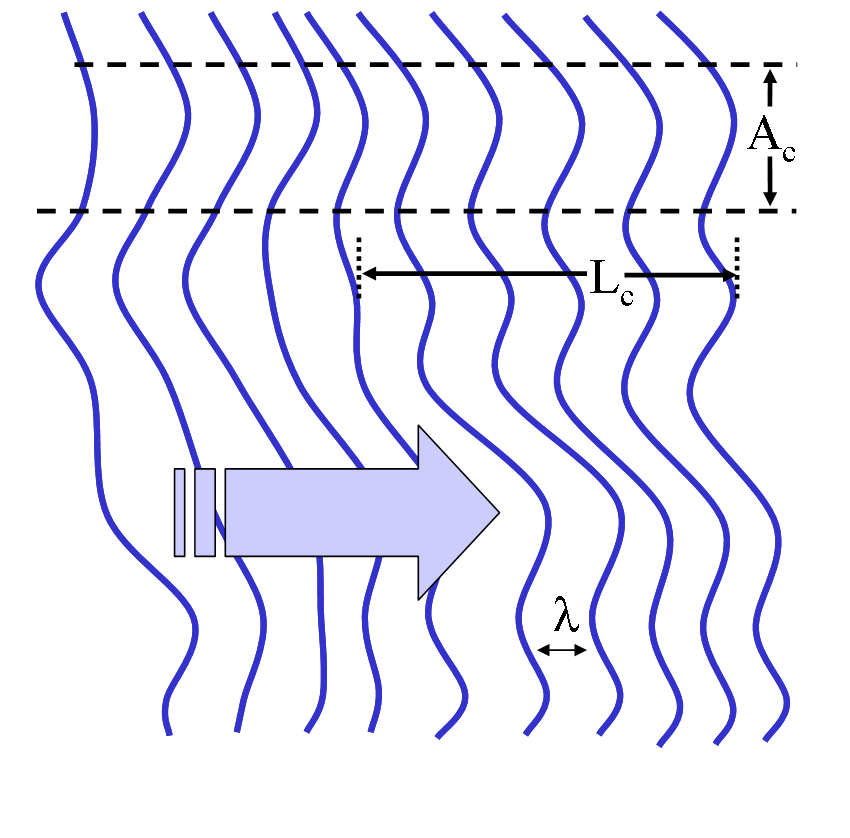
3. ábra. Egy véges koherenciahosszúsággal jellemezhető, változó hullámfrontú hullám.
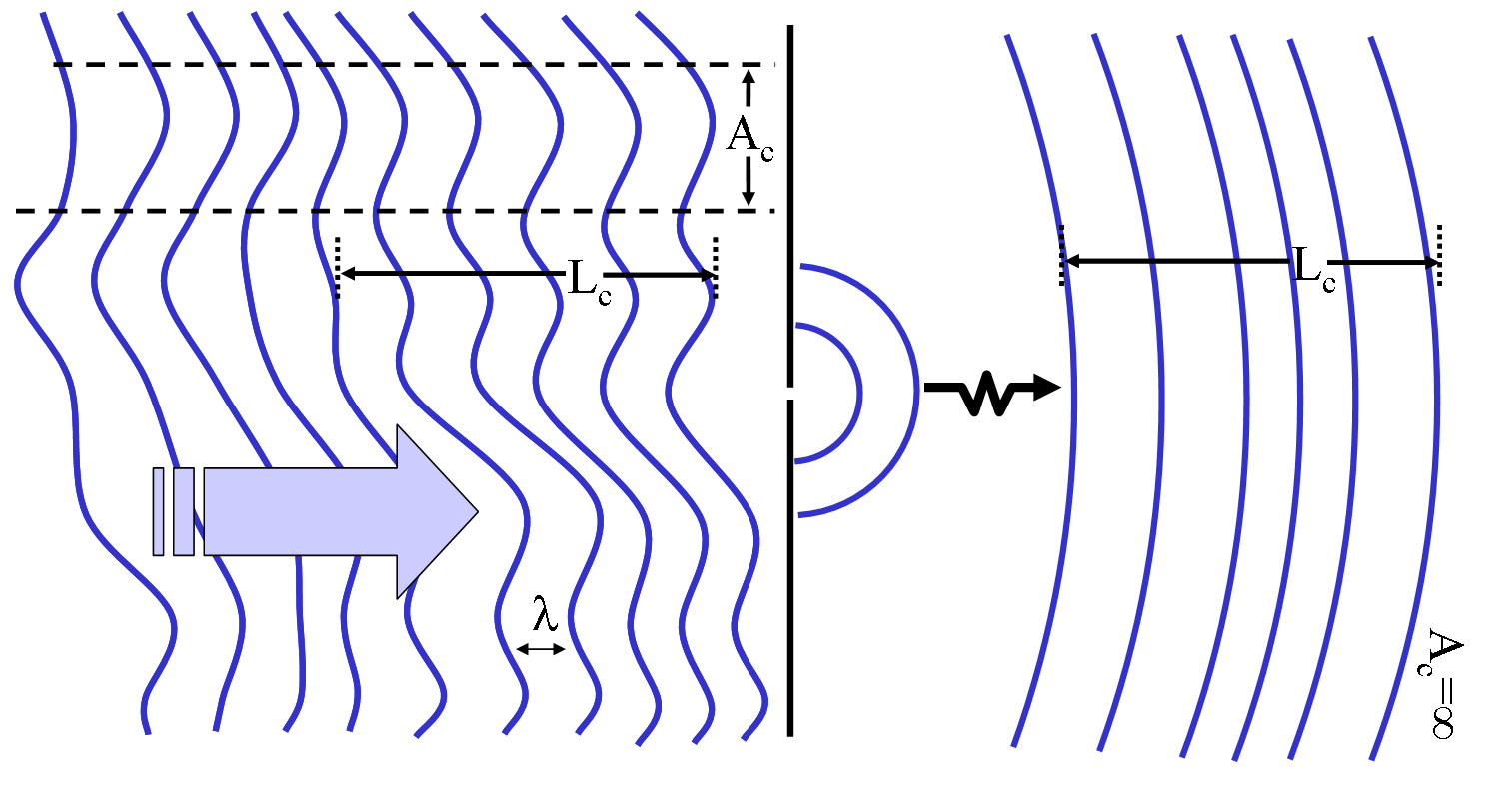
4. ábra. Egy kis apertúrán elhajló hullám. A véges koherenciahossz nem változik, de a koherenciaterület végtelen lesz.

### Időbeli koherencia
Az időbeli koherencia azt jelenti, hogy erős a korreláció az elektromos tér különböző időpontokban észlelhető fázisában a tér egy adott pontján. Például az elektromos tér erőssége több periódusidőn keresztül tiszta szinuszos oszcillációt mutat. Másként mondva, az időbeli koherencia annak a mértéke, hogy hogyan tud a hullám saját magával, illetve időben eltolt másával interferenciát létrehozni. Az az időtartam, amivel eltolva a hullámot jelentősen lecsökken az interferenciára való képesség, azt nevezik koherenciaidőnek. 
Az első ábrán egyetlen frekvenciakomponenst tartalmazó hullám (piros) és valamely idővel késleltetett másolata (kék) látszik. A koherenciaidő végtelen, mivel a hullámot bármennyi idővel eltolva a két hullám találkozásakor interferencia lép fel. 
A második ábrán a hullám (piros) fázisa tolódik az időben, a kezdeti időpillanatban zérus fáziskülönbség van a hullám és az időben késleltetett másolata (zöld) között. A koherenciaidőn belüli késleltetés esetén a hullámok még képesek interferenciára. {\displaystyle 2\tau _{c}} idő múlva azonban a fázisok már ellentétesek, eltűnik az interferencia. 
A harmadik ábra egy hullámcsomagot (piros) mutat, aminek az amplitúdója {\displaystyle \tau _{c}} időn belül változik. A hullámcsomag és {\displaystyle 2\tau _{c}} idővel késletetett másolata (zöld) között. A két hullámcsomag között nincs időbeli átfedés, interferencia nem észlelhető.

Koherenciaidő szemléltetése
1. Végtelen koherenciaidejű hullám.
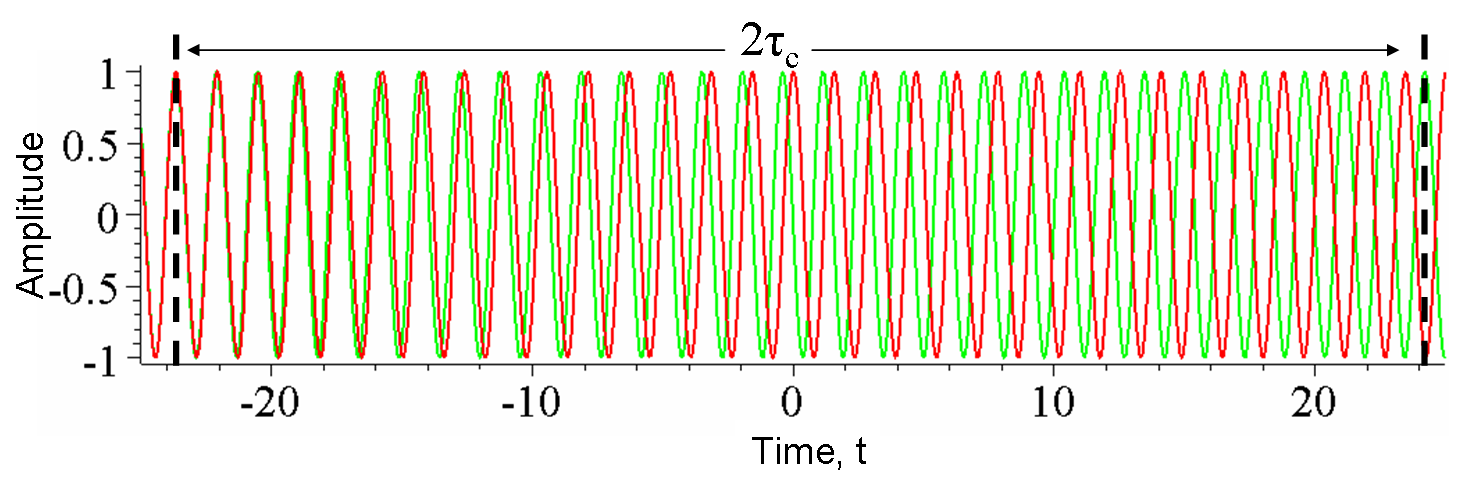
2. Véges koherenciaidejű hullám.
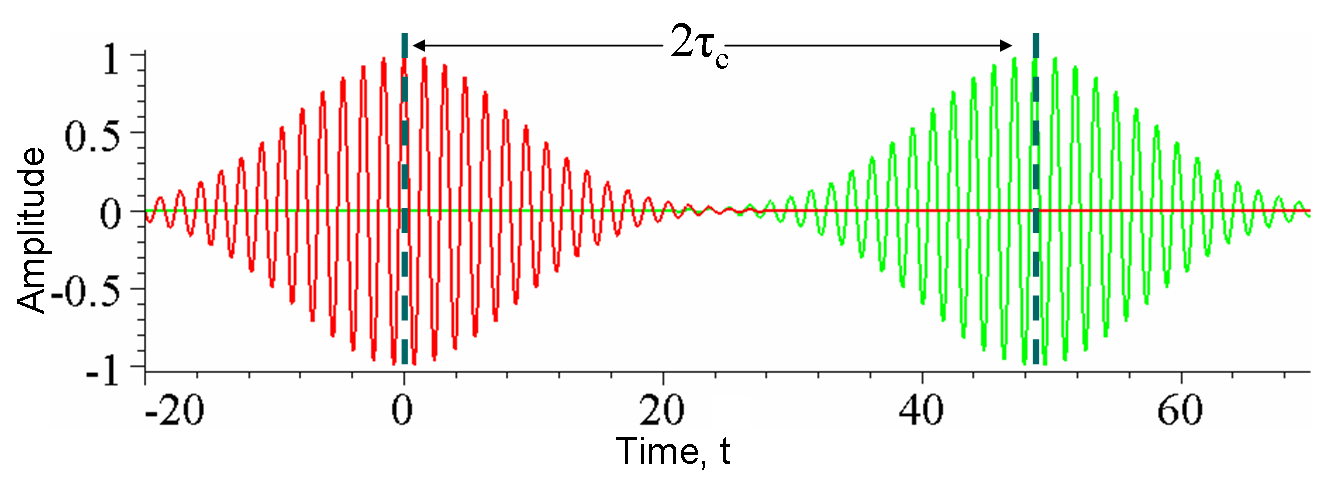
3. Véges koherenciaidejű hullámcsomag.

### A koherenciaidő és a sávszélesség kapcsolata
Az alábbi összefüggés jelentése, hogy minél szélesebb a hullám frekvenciatartománya {\displaystyle (\Delta f)}, annál kisebb a koherenciaidő {\displaystyle (\tau _{c})}:
{\displaystyle \tau _{c}\cdot \Delta f\gtrsim 1}

## A koherencia mértékének megadása
- A koherenciaidő az időbeli koherenciát jellemzi, amennyiben ezen időn túl a hullám már nem koherens.
- A koherenciahossz, ami a koherenciaidő és a fénysebesség szorzata, szintén az időbeli koherencia mértékét jellemzi, azon a távolságon keresztül, ami alatt eltűnik a koherencia.
- A sávszélesség szintén az időbeli koherenciát jellemzi. Minél keskenyebb a sávszélesség (monokromatikusság), annál jobb az időbeli koherencia.
- A hullámmal megvalósítható interferenciamintázat láthatósága, kontrasztja is jellemzi a koherencia mértékét.[3]

## A koherencia fontossága az alkalmazásokban
Bizonyos alkalmazásokban nagy térbeli és időbeli koherenciájú lézernyalábokra van szükség. Ilyenek pl. az interferometrián alapuló vizsgálati módszerek, a holográfia.
Más alkalmazásokban azonban a minél alacsonyabb koherencia az előnyös. Az optikai koherens tomográfia pl. alacsony időbeli, de nagy térbeli koherenciájú fényforrást igényel. Ilyen például a lézererősítőkben az erősített spontán emissziós folyamat révén keletkezett fény.
Az alacsony időbeli koherencia az előnyös minden olyan alkalmazásban, ahol az interferencia, mint valami zaj rontja a minőséget. Például a vetítési alkalmazásokban.